# IC 308
IC 308 је лентикуларна галаксија у сазвјежђу Персеј која се налази на листи објеката дубоког неба у Индекс каталогу.
Деклинација објекта је + 41° 10' 53" а ректасцензија 3h 16m 15,9s. Привидна величина (магнитуда) објекта IC 308 износи 14,4 а фотографска магнитуда 15,4. IC 308 је још познат и под ознакама UGC 2619, PGC 12152.